# Socialismo ricardiano
Il socialismo ricardiano è una branca del pensiero economico classico basato sul lavoro dell'economista David Ricardo (1772-1823). Il termine è usato per descrivere gli economisti negli anni 1820 e 1830 che hanno sviluppato una teoria dello sfruttamento capitalista dalla teoria sviluppata da Ricardo che affermava che il lavoro è la fonte di tutta la ricchezza e del valore di scambio. Questo principio si estende ai principi del filosofo inglese John Locke. I socialisti ricardiani sostenevano che il lavoro ha diritto a tutto ciò che produce e che la rendita, il profitto e l'interesse non erano escrescenze naturali del processo di libero mercato, ma erano invece distorsioni.
In principali socialisti ricardiani, come definiti da Esther Lowentha, furono: John Francis Bray, John Gray, Thomas Hodgskin, and William Thompson.